# Arabidopsis neglecta
Espèce
Arabidopsis neglecta est une espèce de plantes herbacées appartenant à la famille des Brassicaceae.

## Liste des sous-espèces
Selon NCBI (18 novembre 2014) :
- sous-espèce Arabidopsis neglecta subsp. neglecta